# Prestonia erecta
Prestonia erecta är en oleanderväxtart som först beskrevs av Gustaf Oskar Andersson Malme, och fick sitt nu gällande namn av J.F. Morales. Prestonia erecta ingår i släktet Prestonia och familjen oleanderväxter. Inga underarter finns listade i Catalogue of Life.